# 威廉二世 (巴伐利亞)
威廉二世（1365年4月5日—1417年5月31日），巴伐利亞-施特勞賓公爵，荷蘭伯爵（稱威廉六世）和埃諾伯爵（稱威廉四世），於1404年至1417年在位。
威廉二世是阿爾布雷希特一世的長子、阿爾布雷希特二世及約翰三世之兄長。威廉二世的母親是布熱格的瑪格麗特，路德維克一世的女兒。
自1353年簽訂《雷根斯堡條約》以來，威廉的父親阿爾布雷希特一世就一直是該下巴伐利亞公國的統治者，由於其兄弟威廉一世的精神疾病，自1358年以來阿爾布雷希特一世還是荷蘭、澤蘭、埃諾和弗里斯蘭等低地國家領土的統治者，居住在海牙。後來威廉二世大概在1365年出生。
威廉應該首先與法國國王查理五世的女兒瑪麗訂婚。然而，未婚妻於1377年去世。20歲時，他與勃艮第公爵菲利普二世的女兒瑪格麗特結婚，這是1385年4月12日康布雷舉行的場雙重婚禮的一部分，而他的姊姊瑪格麗特菲利普二世的兒子和繼承人無畏的約翰結婚。來自歐洲各地的眾多客人來參加婚禮。其中包括年輕的法國國王查理六世，後來他與威廉的堂侄女伊薩博（斯特凡三世的女兒）結婚，後者在法國被稱為伊莎博·德·巴維耶爾。1386/87年，威廉去普魯士旅行。
六十歲的阿爾布雷希特一世已經採取精密的繼承安排：他雄心勃勃的婚姻政策確保他的統治，並且有三個兒子可以繼承：要接管荷蘭各地的威廉，打算在巴伐利亞-施特勞賓統治的阿爾布雷希特二世和領導列日教區的當選主教約翰。
但是，阿爾布雷希特一世和荷蘭貴族鱈魚派的成員阿萊德·範·波吉斯特之間的關係在國內政治中引起了動盪。在阿萊德的幫助下，該市的鱈魚派試圖擴大在阿爾布雷希特一世宮廷的影響力，而老貴族魚鈎派則與他的兒子威廉二世締結了同盟。父子之間的衝突在1392年達到頂點，原因是阿萊德被謀殺，這很可能是魚鈎派所下手的。阿爾布雷希特一世終於在兩派鬥爭中取得勝利，威廉不得不逃到英格蘭。然而，早在1394年，兩人就和解了，威廉又獲得他在埃諾伯國的權力。
父子開展了一系列鎮壓弗里斯蘭人的戰鬥，弗里斯蘭人想脫離荷蘭伯國，直接向羅馬人民的國王臣服，但付出可觀的經濟代價，雖然最後沒有明確的結果。經過超過46年的統治，阿爾布雷希特一世於1404年12月13日去世。 他於1353年起從經濟上和國內上強化新成立的公國，並通過他的婚姻政策將其擴大到歐洲。威廉繼承荷蘭伯爵、澤蘭伯爵、埃諾伯爵和巴伐利亞－斯特勞賓公爵，統治領地的北部和南部則由取代了早逝的哥哥阿爾布雷希特二世的約翰統治。
1404年父親阿爾布雷希特一世逝世，威廉二世繼承巴伐利亞-施特勞賓公爵及荷蘭伯爵、澤蘭伯爵和埃諾伯爵等爵位。
1408年，在奧塞戰役中，威廉與勃艮第公爵無畏的約翰和巴伐利亞-因戈爾施塔特公爵路易七世擊敗反抗威廉弟弟列日主教約翰的列日市民。結果，作為埃諾伯爵的威廉不再有義務向列日主教致敬。威廉的統治以荷蘭伯國的內部衝突為標誌。特別是，阿克爾勳爵約翰五世支持威廉在荷蘭伯國內的敵人。威廉於1412年征服阿克爾，此時約翰五世接受他的失敗，荷蘭伯國吞併阿克爾。

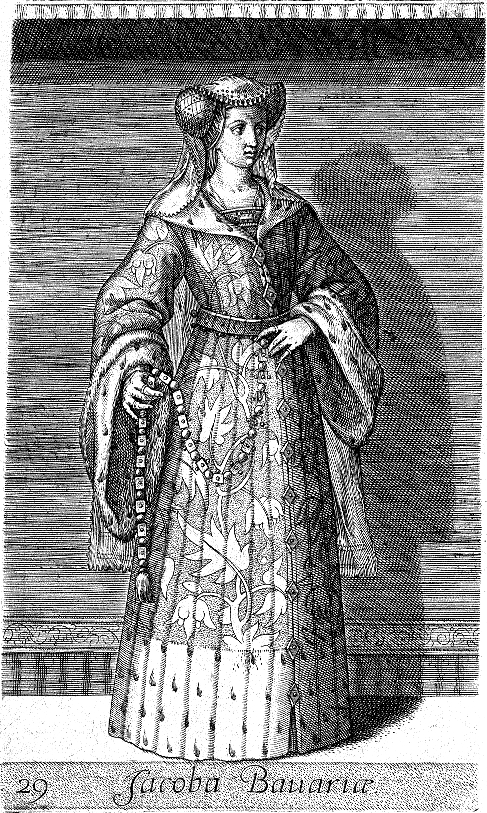
埃諾女伯爵杰奎琳

威廉聲宣稱作為荷蘭伯爵應該擁有弗里斯蘭。之前的伯爵並沒有遠征而征服弗里斯蘭。只有斯塔福倫於1398年被攻陷。威廉二世也派遣遠征軍到該地區，但斯塔福倫於1414年被弗里斯蘭人收復。在威廉死前，威廉確保他的貴族發誓效忠他的獨生女賈桂琳。賈桂琳是他與妻子勃艮第公爵菲利普二世的女兒瑪格麗特的獨生女。
即使威廉最終控制住了局勢，然而，威廉的意外死亡還是在1417年5月31日最糟糕的時候發生，他死於狗咬。他的兄弟列日主教約翰與女兒杰奎琳爆發繼承戰。這將是魚鈎派和鱈魚派戰爭的最後一章，最終將荷蘭伯國和埃諾伯國置於勃艮第公國之手。巴伐利亞－斯特勞賓公國被巴伐利亞統治者們分割，大部分於1429年歸於巴伐利亞－慕尼黑公國。